# Raül Romeva
Raül Romeva i Rueda (Madrid, 12 de marzo de 1971) es un economista, escritor, analista y político español, doctor en Relaciones Internacionales y en Ciencias de la Educación y el Deporte. Consejero de Acción Exterior, Relaciones Institucionales y Transparencia de la Generalidad de Cataluña entre 2016 y 2017, fue destituido el 28 de octubre de 2017 por el Gobierno español en aplicación del artículo 155 de la Constitución española. 
Ha sido diputado en el Parlamento Europeo entre 2004 y 2014 por Iniciativa per Catalunya Verds, adscrito al Grupo Parlamentario Verdes/ALE, diputado en el Parlamento de Cataluña desde 2015, en que se presentó como cabeza de lista por la circunscripción de Barcelona de la candidatura independentista de Junts pel Sí, y senador de las Cortes españolas (24 horas, el año 2018). 
Ingresó en prisión provisional sin fianza el 23 de marzo de 2018 acusado de delitos de rebelión, sedición y malversación de caudales públicos. En octubre de 2019 el Tribunal Supremo le condenó a trece años por sedición y malversación de caudales públicos, siendo indultado en 2021 por el Gobierno español.

## Biografía
Vivió en Madrid hasta los nueve años, cuando se trasladó a Caldas de Montbui, donde residiría hasta los veintidós. Se licenció en Ciencias Económicas y doctoró en Relaciones Internacionales en la Universidad Autónoma de Barcelona (UAB), donde ha ejercido como profesor de Relaciones Internacionales.
Ha trabajado como analista sobre conflictos armados y rehabilitación postbélica en el Centro UNESCO de Cataluña, en la ONG Intermón Oxfam y en la Escuela de Cultura de la Paz de la UAB. También ha sido consultor de las Naciones Unidas. Entre 1995 y 1996 fue responsable del programa educativo y de Cultura de la Paz de la Unesco en Bosnia y Herzegovina, donde entre 1996 y 1997 ejerció como observador electoral de la OSCE. Su labor dentro del mundo del ecologismo ha estado vinculada a organizaciones como Greenpeace, desde donde ha defendido fundamentalmente la vida marina: el submarinismo es su gran pasión. Está casado con Diana Riba i Giner, miembro del Parlamento Europeo para España, con la que tiene dos hijos: Elda y Noah.
Miembro de Iniciativa per Catalunya Verds (ICV), en 2004 fue elegido eurodiputado en las elecciones al Parlamento Europeo de 2004 en la candidatura liderada por Izquierda Unida, en la que participaba también ICV. Romeva se incorporó en el grupo parlamentario Verdes/ALE, integrado por los diputados del Partido Verde Europeo, del que ICV es miembro, y la Alianza Libre Europea. De su actividad parlamentaria cabe destacar sus informes sobre el comercio internacional de armas, muy críticos con el papel de diversos Estados de la Unión Europea sobre esta materia, y su labor como miembro del InterGrupo LGTB.
En las elecciones al Parlamento Europeo de 2009, Romeva repitió como número 2 de la candidatura formada por la coalición La Izquierda, siendo reelegido como eurodiputado y nombrado como uno de los seis vicepresidentes del grupo Verdes/ALE junto a Daniel Cohn-Bendit y Rebecca Harms.
A través de los medios de información, Raül Romeva se ha posicionado a favor de una Unión Europea más federalista, postura que ha ratificado mediante la firma del manifiesto del Grupo Spinelli que aboga por menor intergubernamentalismo en política comunitaria.
En marzo de 2015 abandonó la formación ICV, y el 15 de julio del mismo año se anunció que Romeva encabezaría la lista integrada por Convergencia Democrática de Cataluña y Esquerra Republicana de Catalunya en las elecciones al Parlamento de Cataluña del 27 de septiembre. Las formaciones acordaron que un independiente encabezaría dicha lista conjunta. El acuerdo que alcanzaron establecía que los tres primeros lugares de la candidatura denominada Junts pel Sí los ocuparían personalidades independientes, mientras que Artur Mas y Oriol Junqueras ostentarían los números 4 y 5, respectivamente. Carme Forcadell y Muriel Casals fueron respectivamente segunda y tercera en la candidatura. El 20 de septiembre fue elegido diputado del Parlamento de Cataluña. 
El 14 de enero de 2016 se convirtió en el primer consejero de Asuntos Exteriores, Relaciones Institucionales y Transparencia encargado de internacionalizar el proceso soberanista catalán.

## Causa judicial
El 7 de septiembre de 2017 se inició la investigación por la Fiscalía del Tribunal Superior de Justicia de Cataluña por presuntos delitos de prevaricación, desobediencia al Tribunal Constitucional y malversación de caudales públicos, tras firmar el decreto autonómico para convocar al referéndum de independencia, junto con los demás miembros del Gobierno autonómico. El 8 de septiembre, la Fiscalía exigía fianza para garantizar los gastos que pueda causar al erario público, que cifra en 6,2 millones de euros.
El 28 de octubre de 2017 y tras la aplicación del Art.155 de la Constitución Española cesa en su cargo y deja de ejercer sus funciones como consejero de Asuntos Exteriores, Relaciones Institucionales y Transparencia.
El 2 de noviembre de 2017, la juez Carmen Lamela, encargada de los juicios por sedición contra el gobierno destituido de Cataluña, emitió la orden de que Raül Romeva, junto con el exvicepresidente Oriol Junqueras y otros siete consejeros del gobierno de Carles Puigdemont ingresaran en la cárcel ese mismo día. A pesar de que abandonó la prisión bajo fianza, el 23 de marzo el juez Pablo Llarena decretó de nuevo su prisión sin fianza, siendo ingresado en el Centro Penitenciario Madrid VII de Estremera.
El 10 de julio de 2018, el magistrado del Tribunal Supremo Pablo Llarena acuerda declarar en rebeldía a los procesados fugados y ha aplicado la suspensión en las funciones y cargos públicos de Carles Puigdemont y de los otros cinco diputados procesados por delitos de rebelión: Oriol Junqueras, Jordi Turull, Josep Rull, Raül Romeva y Jordi Sánchez
El 4 de julio de 2018 fue trasladado al Centro Penitenciario Lledoners, en la provincia de Barcelona. El 1 de febrero de 2019 fue trasladado de nuevo a la prisión madrileña de Soto del Real para hacer frente al juicio.
El Tribunal Supremo juzgó doce políticos catalanes, entre ellos a Raül Romeva, por el referéndum  y la declaración unilateral de independencia de 2017. El juez Llarena en su auto, acusó a Raúl Romeva de los delitos de rebelión y malversación de caudales públicos por  haber impulsado y desarrollado la creación de “las estructuras del Estado” a nivel internacional a través del organismo denominado DIPLOCAT para que se produjera el reconocimiento de la república catalana en el extranjero y asumir la llegada de los llamados observadores internacionales para que dieran legitimidad al referéndum. La petición de penas en el escenario judicial de investigado, anteriormente denominado imputado, por los delitos de rebelión y malversación, por Fiscalía general del Estado, fue de 16 años de prisión y la Abogacía del Estado reduce la petición a 11 años.

### Condena
El lunes 14 de octubre de 2019, el Tribunal Supremo, sala de lo penal, emitió la sentencia de la causa penal seguida contra los 12 líderes catalanes del procés, a Raül Romeva, le condenaba a 12 años de prisión por sedición y malversación de bienes públicos e inhabilitación absoluta, siendo absuelto del cargo de rebelión.

### Elecciones generales de abril de 2019
En 2019 se presentó a las elecciones generales de abril de 2019 como candidato al Senado por Esquerra Republicana de Catalunya y fue elegido. Tomó posesión de su cargo el 21 de mayo de 2019 durante la sesión constitutiva del Senado de la XIII Legislatura pero días después fue suspendido en sus funciones como senador con carácter retroactivo por parte de la Mesa del Senado.

### Investigación
Es doctor en relaciones internacionales (UAB), doctor en Ciencias de la Educación y el Deporte (URL), y licenciado en ciencias económicas por la Universidad Autónoma de Barcelona (UAB). 
Entre 1993-1994, entró en contacto con el conflicto de Bosnia y Herzegovina participando en iniciativas de apoyo a la población refugiada en los campos de refugiados en Croacia. Desde octubre del 1995 hasta agosto del 1996, fue el ayudante principal de Colin Kaiser, representante de la UNESCO en Bosnia y Herzegovina, donde trabajó como responsable del programa educativo y de promoción del programa de Cultura de la Paz de la UNESCO. Fue también supervisor de la OSCE para las elecciones en Bosnia y Herzegovina los años 1996 y 1997. 
Ha sido profesor de Unión Europea y Relaciones internacionales,  en diversas universidades, investigador sobre paz y desarmamiento en el Centro UNESCO de Cataluña y coordinador de campañas de desarmamiento y prevención de conflictos armados de Intermón-Oxfam (1998-1999).

## Publicaciones
- 1997 — Bòsnia-Hercegovina: lliçons d'una guerra (Centre UNESCO: 1998)  (ensayo)
- 1999 — Pau i seguretat a Europa: prevenció de conflictes armats a l'Europa de la postguerra freda (Centre UNESCO: 1999) (ensayo)
- 2000 —Desarmament i desenvolupament: claus per armar consciències (Intermón Oxfam: 2000) (ensayo)
- 2000 — Desarme y desarrollo: claves para armar conciencias (Intermón Oxfam: 2000) (ensayo)
- 2003 — Bosnia en paz: lecciones, retos y oportunidades de una posguerra contemporánea (Libros de la Catarata: 2003)  (ensayo)
- 2003 — Guerra, posguerra y paz: pautas para el análisis y la intervención en contextos posbélicos o postacuerdo (Icaria: 2003) (ensayo)
- 2012 — Sayonara Sushi  (Plaza & Janés / Rosa dels Vents 2012; CAT Y CAST) (novela)
- 2013 — Retorn a Shambhala  (Rosa dels Vents 2013)  (novela)
- 2014 — Som una nació europea (i una carpeta incòmoda): Catalunya vista des d'Europa (Rosa dels Vents 2014) (ensayo)
- 2015 — Pont de cendra (Ara Llibres 2015)  (novela)
- 2016 — Les aventures d'en Nao, el nen llenguado (Ed La Galera 2016) (novela infantil)
- 2019 — Esperança i llibertat (Ed. Ara Llibres, 2019) (ensayo)
- 2019 — Esperanza y libertad (Ed. Ara Llibres, 2019) (ensayo)
- 2019 — Des del banc dels acusats (Ed. Ara llibres, 2019) (ensayo ilustrado)
- 2020 — Ubuntu. La república del Bé Comú (Premi d’Assaig Irla 2020, Ed. Angle) (ensayo)
- 2022 — A l’altra banda del mur. Repensar les presons per millorar la societat (Ed. Ara Llibres, 2022) (ensayo)
- 2022 — Pres (Ed. Stonberg, Col·lecció Zura, 2022) (poesía)